# والنمات
والنمات (به لاتین: Walenmatt) یک کوه در سوئیس است که در کانتون برن واقع شده‌است. والنمات ۱٬۲۴۰ متر بالاتر از سطح دریا واقع شده‌است.